# おとな旅あるき旅
『おとな旅あるき旅』（おとなたびあるきたび）は、テレビ大阪で2009年1月10日から毎週土曜日の18:30 - 18:58（JST）に放送されている紀行旅番組。

## 概要
俳優 三田村邦彦が西日本各地のその土地土地の歴史や文化・風習や人情に触れながら、美味いもん、美味い酒、美しい風景を楽しむ旅番組。番組ホームページには紹介したお店やスポットなど、視聴者が「後追い旅」するための情報も掲載されている。
2019年4月27日放送分よりTVer配信、                2022年4月放送分からはYouTubeでアーカイブ配信もスタートしている。
毎回、西日本各地の観光地を一つ取り上げている（ただし、徳島県・宮崎県・沖縄県はこれまで1度も取り上げたことがない）。滅多にはないが、東日本地域の観光地を取り上げた回もあった（2009年10月31日・2017年5月20日・2019年10月12日放送の新潟県と2012年9月1日・8日放送の北海道）。
2009年放送開始当初は、前半がワンランク上の旅を紹介する「おとな旅」、後半がウォーキングを楽しみながら気軽に行ける旅を紹介する「あるき旅」の2部構成となっていた。
2009年8月1日放送分より、アナログ放送ではレターボックスサイズでの放送となった（番宣CMは開始当初よりレターボックスサイズであった）。
2010年1月9日放送分より、小規模なリニューアルを実施。「おとな旅」と「あるき旅」の2部構成を廃止し、両者を融合させた旅の構成となった。また、番組視聴者限定のお得情報を織り込む様になった。
2010年4月3日放送分より、再度小規模リニューアルを行い、同年1月からの構成をベースとしつつ、お得情報を廃するなどの変更が加えられた。また、番組視聴者のネット会員制度「おとな旅倶楽部」を発足させ、番組情報や会員限定プレゼントなどを提供している。

## 出演者

### おとな旅・コンシェルジュ（番組MC）
- 三田村邦彦

番組開始当初は、原則として旅に出ることはなく、毎回大阪・京橋にある（テレビ大阪本社からも近い）結婚式式場「太閤園」で番組のナビゲーターとして出演していた。現在は、毎回リポーター陣1組やゲスト1組と共に旅を行っている。
当番組では飲酒するシーンが多いが、あくまでも『オフの仕事』として楽しんでいる。俳優としての仕事（オン）では酒を飲まないと前置きして、番組では三田村専用のコップを用意している程である。
甘いものが苦手であり、放送によって時折紹介されるスイーツ（和洋問わず）はパートナーに任せて全く食していない（その際はコーヒーか煎茶、店によってはビール等）。ただし、何も加工されていない果物は食している。

### パートナー（あるき旅・リポーター）
現在の出演者
　　いずれも準レギュラー扱いで不定期出演
- 斉藤雪乃（2012年9月1日より出演。2018年9月1日放送分にて妊娠を発表し、一時休養。2019年7月6日放送分にて番組復帰。放送当時は子育てしながらの仕事復帰であったが、2019年12月21日放送分にて1年半ぶりに完全復帰。2019年時点で番組に最多出演[1]）
- 小塚舞子（2012年10月20日より出演。2018年8月4日放送分にて妊娠を発表し、一時休養。2019年7月6日放送分にて番組復帰。放送当時は斉藤同様に子育てしながらの仕事復帰であったが、2019年8月3日放送分にて1年ぶりに完全復帰）
- 山口実香（2013年6月8日・29日に出演したが2年程ブランクがあり、2015年9月19日より改めて出演。2020年7月4日放送分にてリモート上で妊娠を発表し、一時休養。2021年1月23日・30日放送分にてリモート上で番組復帰。放送当時は子育てしながらの仕事復帰であったが、2021年9月18日放送分にて1年半ぶりに完全復帰）
- 吉川亜樹（2018年8月25日より出演）
- 上原美穂（テレビ大阪アナウンサー、2024年5月18日より出演）

過去の出演者
- 竹内優美（当時テレビ大阪アナウンサー、放送開始より2010年3月27日まで出演）
- 藁谷麻美（当時テレビ大阪アナウンサー、放送開始より2010年3月27日まで出演）
- 福谷清志（テレビ大阪アナウンサー、放送開始より2013年8月31日まで出演）
  - 当初は、藁谷・竹内・福谷の3名がローテーションで担当、2009年の中頃から福谷が不定期出演となり、藁谷・竹内の2人にほぼ固定。藁谷・竹内のテレビ大阪退社に伴い、現在のメンバーとなった。
  - 藁谷と竹内は、2010年3月13日放送分までは番組終盤に、三田村（番組では三田村を「先生」と呼ぶ）へ紹介した地の特産品を差し入れる役割も兼ねて、「太閤園」の収録現場にも出演していた。
  - 藁谷・竹内・渡辺は、三田村が旅に出る際にパートナー役を務める（原則いずれか1名だが、2010年3月27日放送分では、藁谷と竹内の2人が揃って出演した）。
  - 福谷は番組降板以降も三田村と良き先輩及び呑み友達として友好的関係である。
- 渡辺たかね（タレント、2010年4月17日より2012年4月21日まで出演）
- 酒井千佳（当時テレビ大阪アナウンサー、2010年5月1日より2012年3月24日まで出演）
- 楪望（当時テレビ大阪アナウンサー、2011年11月12日より2015年3月21日まで出演。2014年3月で同局を退社しフリーランスへ転向。退社後当番組に出演した唯一のアナウンサー）
- 大塚奈央子（当時テレビ大阪アナウンサー、2011年12月3日より2014年3月22日まで出演）
- 山口恵（当時テレビ大阪アナウンサー、2014年6月28日より2016年3月5日まで出演）
- 井下育恵（当時テレビ大阪アナウンサー、2016年7月2日より2018年3月17日まで出演）
- 中川栞（当時テレビ大阪アナウンサー、2017年9月9日より2019年2月9日まで出演）
- 川北円佳（テレビ大阪アナウンサー、2018年7月21日より2023年8月19日まで出演）
- 松山メアリ（2018年9月15日より2021年10月30日まで出演）
- 犬塚あさな（2018年10月13日・12月1日より2019年1月5日まで出演）
- 坂本七菜（当時テレビ大阪アナウンサー、2019年6月8日より2022年3月26日まで出演）
- ウーデンジェニファー里沙（テレビ大阪アナウンサー、2021年8月21日・12月11日に出演）

### 主なゲスト
五十音順
- 青木愛（2015年1月31日）
- 東貴博（2017年3月4日、2019年1月5日）
- 石野真子（2016年8月13日・9月24日）
- 泉ピン子（2019年5月18日、2020年3月7日）
- 一路真輝（2014年9月20日）
- 伊藤かずえ（2015年10月17日・24日、2016年1月30日・5月14日）
- いとうまい子（2012年8月18日・10月13日・11月24日、2013年4月13日・11月16日、2015年1月24日・8月8日）
- えなりかずき（2012年2月4日、2013年2月23日、2015年12月5日）
- 大川藍（2015年12月5日）
- 丘みどり（2018年7月7日、2019年2月2日、2020年4月4日・7月25日・12月19日、2021年3月13日・6月12日、2022年4月16日、2023年6月24日・10月21日、2024年1月6日・8月3日）
- 小椋久美子（2015年12月5日、2016年3月19日、2018年1月6日、2019年8月10日）
- おのののか（2016年9月24日、2017年3月4日、2018年1月6日）
- 開高明日香（2012年5月5日・26日、7月28日）
- 熊田曜子（2010年11月13日、2011年5月14日・7月30日・10月8日、2012年3月3日・9月15日）
- 紅ゆずる（2022年9月10日、2023年1月7日・4月1日・6月24日、2024年1月6日・10月19日、2025年1月4日）
- 香西かおり（2019年3月23日）
- 伍代夏子（2018年1月6日・8月4日、2019年3月23日、2020年2月29日）
- 後藤久美子（2020年1月11日[2]）
- 小林さり（2012年3月3日）
- コロッケ（2018年1月6日・8月4日）
- 坂本冬美（2019年5月18日、2020年3月7日）
- 純名里沙（2019年7月13日）
- 高島礼子（2022年1月8日）
- 天童よしみ（2014年8月9日、2017年3月4日）
- 中田喜子（2012年1月14日）
- 中村静香（2015年12月5日、2016年2月13日）
- 中村玉緒（2019年1月5日）
- 中山忍（2018年2月10日、2019年2月23日・7月20日）
- 中山麻聖（2012年11月10日、2013年3月2日、2016年9月24日、2019年1月5日・5月4日）
- 夏川純（2010年10月8日）
- 奈美悦子（2010年10月29日）
- 西田ひかる（2019年8月10日）
- 西村知美（2015年7月11日、2019年1月5日）
- 野々村真（2010年11月6日、2012年6月23日、2016年9月24日、2018年1月6日）
- 橋本マナミ（2018年1月6日）
- 原幹恵（2011年7月9日）
- 藤あや子（2020年2月29日）
- 堀ちえみ（2011年6月11日）
- 前田耕陽（2017年3月4日）
- 松尾依里佳（2015年10月31日・12月5日）
- 眞鍋かをり（2013年11月2日、2014年1月18日・12月13日、2025年1月4日）
- 萬田久子（2017年3月4日、2019年1月5日・5月18日）
- 南野陽子（2019年1月5日）
- 三船美佳（2015年12月5日）
- 宮崎美子（2016年10月22日）
- 村井美樹（2019年4月20日・5月18日・7月27日・11月30日、2022年6月18日、2024年1月6日）
- 安田美沙子（2011年10月29日、2012年7月21日）
- 山村紅葉（2010年11月20日）

### ナレーター
現在
- 福谷清志（テレビ大阪アナウンサー、2024年6月22日 - ）
- 前田拓哉（テレビ大阪アナウンサー、2025年2月22日 - ）

過去
- きしめん（放送開始 - 2024年6月15日）
- 川北円佳（テレビ大阪アナウンサー、2018年8月 - 2023年12月23日）
- ウーデンジェニファー里沙（テレビ大阪アナウンサー、2021年10月 -）
- 佐久間あすか（当時テレビ大阪アナウンサー、2009年4月 - 2010年3月）
- 大塚奈央子（当時テレビ大阪アナウンサー、 - 2014年3月）
- 鈴木理加（当時テレビ大阪アナウンサー、 - 2017年3月）- 2013年度にはリポーターとして不定期で出演。2019年2月に行われた番組10周年記念イベントのMCも務める。
- 井下育恵（当時テレビ大阪アナウンサー、2017年4月 - 2018年3月）
- 中川栞（当時テレビ大阪アナウンサー、2017年4月 - 2019年3月）
- 坂本七菜（当時テレビ大阪アナウンサー、2019年5月 - 2022年3月）
- 黒部亜希子（当時テレビ大阪アナウンサー、放送開始 - 2009年3月、2021年8月 - 2023年）

## テーマ曲
番組中のBGMには、デキシーズ・ミッドナイト・ランナーズなど、主に1980～1990年代の洋楽が使われることが多い。

### 過去のオープニングテーマ曲
- ワム!「Freedom」（ - 2017年12月はエンディング兼用・2023年6月24日で使用終了）

### エンディングテーマ曲
- 三田村邦彦&丘みどり「あなたと、君と」（2021年3月13日 - ）

### 過去のエンディングテーマ曲
- 三田村邦彦「ふるさと」
- 三田村邦彦「明日へのターミナル」（2018年1月6日 - 2021年3月6日）

## スタッフ
- 構成：上室尚子、村井聡之、原口俊之
- リサーチ：たきいしみゆき、赤松利恵、桜井健太朗
- スタイリスト：水口佐智子・千木良有紀(PLUS.)
- メイク：吉見英里
- CG：井口和俊
- 編集：峯加音里、住吉広司（テークワンビデオセンター）
- タイトル：川口和真、矢彦澤夏希、佐藤汰一
- 音効：善治良博(音響企画)
- MA：辻賢一（テークワン オーディオ）
- CAM：中橋伸豪・市川喬章・竹田良平(テークワン)
- AUD：テークワン オーディオ
- 編成：原 悠祐（テレビ大阪）
- 番宣：松田真佳（テレビ大阪）
- ディレクター：山下聡（ビジービー）、近藤和俊（Yoi）、金高奈央（シャトン）、石川千成・渡邉知可（BUDDY）
- 総合演出・プロデューサー：川岸昌嗣（テレビ大阪）
- プロデューサー：木谷綾子（シャトン）
- チーフプロデューサー：徳岡敦朗（テレビ大阪）
- 技術協力：テーク・ワン、音響企画
- 制作協力：シャトン 、Yoi、かえるフィルム、D:COMPLEX
- 製作著作：テレビ大阪

### 過去のスタッフ
- 構成：純子ポッキー
- リサーチ：木原未央、鎌塚百美
- CAM：千葉健一（テーク・ワン）
- AUD：土野洋一
- MIX：石橋正人（テーク・ワン オーディオ）
- VE：佐々木秀幸（テーク・ワン）
- 編集：豊澄玲子（テーク・ワンビデオセンター）
- MA：中西祐之（テーク・ワンビデオセンター）
- タイトル：西尾純子
- 照明：河角徳朗
- スタイリスト：今村洋子
- メイク：こやまあやこ、近藤綾香
- 編成：林裕美子（テレビ大阪）、大川一馬（テレビ大阪）
- 番宣：津田裕子（テレビ大阪）、内海あづさ（テレビ大阪）、加藤あゆみ（テレビ大阪、以前は編成）
- ディレクター：吉田美奈子（テーク・ワン）、竹原岳志（パブリックイメージ）、寿木要（BECK）、北田哲司（オフィスりぷる）、坂田俊之、大日野美優（テーク・ワン）、山本博記（テレビ大阪）、安達頼子（テーク・ワン）、吉兼和成（BUDDY）、香川直也（テレビ大阪）、佐々木美優（テレビ大阪）
- 総合演出：高見亘（テレビ大阪）
- プロデューサー・演出：尾櫃秀樹（テレビ大阪）
- プロデューサー：徳岡敦朗（テレビ大阪）、大川一馬（テレビ大阪）、坂口芳隆（テーク・ワン）、川口英樹（テーク・ワン）、藪本和可（オフィスりぷる）
- チーフプロデューサー：花本憲一（テレビ大阪）、清原寛（テレビ大阪）
- 制作協力：オフィスりぷる、BUDDY

## ネット局と放送時間
当初はテレビ大阪ローカルでの放送であったが、2010年4月より地方局への番販が開始された。
| 放送対象地域   | 放送局              | 系列           | 放送日時           | 放送開始日     | ネット状況 | 備考              |
| -------------- | ------------------- | -------------- | ------------------ | -------------- | ---------- | ----------------- |
| 大阪府         | テレビ大阪（TVO）   | テレビ東京系列 | 土曜 18:30 - 19:00 | 2009年1月10日  | 制作局     | [ 注 1 ] [ 注 2 ] |
| 奈良県         | 奈良テレビ（TVN）   | 独立局         | 土曜 13:30 - 13:59 | 2010年4月3日   | 遅れネット | [ 注 3 ]          |
| 滋賀県         | びわ湖放送（BBC）   | 独立局         | 木曜 19:30 - 19:58 | 2010年4月4日   | 遅れネット | [ 注 4 ]          |
| 和歌山県       | テレビ和歌山（WTV） | 独立局         | 金曜 19:30 - 20:00 | 不明           | 遅れネット |                   |
| 島根県・鳥取県 | 山陰放送（BSS）     | TBS系列        | 火曜 11:00 - 11:30 | 2011年10月20日 | 遅れネット | [ 注 5 ]          |
| 広島県         | 中国放送（RCC）     | TBS系列        | 月曜 9:55 - 10:25  | 2022年4月2日   | 遅れネット |                   |

単発・不定期のネット局
- テレビ愛知（TVA）
- 福井テレビ（FTB・フジテレビ系列）
- テレビせとうち（TSC）[注 6]
- テレビ山口（tys・TBS系列）[注 7]
- 愛媛朝日テレビ（eat・テレビ朝日系列）
- TVQ九州放送（TVQ）
- テレビくまもと（TKU・フジテレビ系列）
- 日本映画専門チャンネル

過去のネット局
- 岐阜放送（GBS・独立局）
- テレビ愛媛（EBC・フジテレビ系列）
- 北陸放送（MRO・TBS系列）[注 8]
- ミヤギテレビ（MMT・日本テレビ系列）[注 9]
- 北日本放送（KNB・同上）[注 10]
- テレビユー山形（TUY・TBS系列）[注 11]
- 青森テレビ（ATV・同上）[注 12]
- 静岡放送（SBS・同上）[注 13]
- BSJapanext[注 14]

## 番組関連グッズ

### リュックサック
- 三田村邦彦デザイン カバン2024[3]（香具山鞄、鞄工房山本）

### 雑誌・ムック
- おとな旅あるき旅の本[4]（2015年、京阪神エルマガジン社編集、京阪神エルマガジン社） ISBN 9784874354919
- おとな旅あるき旅の本2[5]（2019年7月4日、京阪神エルマガジン社編集、京阪神エルマガジン社） ISBN 9784874356012